# تنفس ضحل

تنفس ضحل هو نمط تنفسي بطيء يكون الشهيق والزفير فيه سريع، وتتسبب الأدوية في بعض الحالات في جعله شكلًا من أشكال التنفس غير الفعال، أو يكون هناك خلل ما في الرئة.
عادة في حالة التنفس الضحل، يتم عن التنفس بدفع الهواء إلى منطقة الصدر باستخدام العضلات بين الضلعية، بدلا من جميع أنحاء الرئتين عبر الحجاب الحاجز. الضحلة في التنفس يمكن أن يؤدي إلى أعراض أو تكون من سرعة التنفس وفرط التنفس. معظم الناس الذين يتنفسون بسطحية نفعل ذلك طوال اليوم، ودائما تقريبا غير مدركين للحالة.

## الظروف والأعراض
التنفس الضحل، والمعروف أيضا طبيا باسم ضعف التنفس، قد يؤدي إلى نقص التهوية، الذي يمكن أن يسبب تراكم ثاني أكسيد الكربون في الجسم، أحد أعراض تعرف باسم hypercapnia. انها حالة تتعلق باضطرابات العصبية العضلية، والتي تشمل مرض لو جيهريج، الضمور العضلي، شلل الأطفال، متلازمة ما بعد شلل الأطفال..وتصبح حالة التنفس الضحل حالة خطيرة إذا لم يتم تشخيصها بشكل صحيح، أو إذا تجاهل المصاب بها. وغالبا ما يتعامل على أنها " اضطراب النوم "بعد دراسة النوم القيام بها، ولكن" دراسات النوماثبتت ان لا علاقة لها بتشخيص التنفس الضحل. قد تنشأ أعراض خطيرة وتكون أكثر شيوعا أثناء النوم، لأنه عندما ينام الجسم، فان العضلات بين الاوعضلاع لا تؤدي عملية التنفس للآلية، أي انها لا تسحب الهواء عن طريق الحجاب الحاجز.
وتتميز العديد من الشروط من قبل، أو أعراض، الضحلة في التنفس. أكثر شيوعا من هذه الأعراض ما يلي: مختلف اضطرابات القلق، الربو، فرط التنفس، التهاب رئوي، وذمة رئوية، وصدمة. القلق، الإجهاد، ونوبات الهلع غالبا ما تصاحب التنفس الضحل.